# Sarzedo (Arganil)
Sarzedo is een plaats (freguesia) in de Portugese gemeente Arganil en telt 731 inwoners (2001).